# نيو هيفن (مقاطعة آدامز)
نيو هيفن، مقاطعة آدامز (بالإنجليزية: New Haven, Adams County, Wisconsin)‏ هي بلدة تقع بولاية ويسكونسن في الولايات المتحدة. تبلغ مساحتها 78.7 (كم²)، وترتفع عن سطح البحر 261 م، بلغ عدد سكانها 655 نسمة في عام 2010 حسب إحصاء مكتب تعداد الولايات المتحدة وتصل الكثافة السكانية فيها 8.7 نسمة/كم2.

## وصلات خارجية
- www.newhavenwi.us
- The US50 - Cities and Towns in Wisconsin State
- Wisconsin Cities and Towns, Facts, Map, Flag, Colleges, Government, and More